# Saint-M'Hervon

Saint-M'Hervon este o comună în departamentul Ille-et-Vilaine, Franța. În 1 ianuarie 2018 avea o populație de 634 de locuitori.